# 2010年のテレビドラマ (日本)
2010年のテレビドラマでは、2010年に日本国内で放送されたテレビドラマについてまとめる。

## NHKの主なテレビドラマ

### 正月時代劇
陽炎の辻スペシャル〜居眠り磐音 江戸双紙〜 海の母
- 放送日：1月1日
- 脚本：尾西兼一
- 出演：山本耕史、中越典子 他

### 連続テレビ小説
ウェルかめ - 制作：NHK大阪放送局
- 放送日：2009年9月28日 - 2010年3月27日
- 脚本：相良敦子
- 出演：倉科カナ 他

ゲゲゲの女房
- 放送日：2010年3月29日 - 9月25日
- 原作：武良布枝『ゲゲゲの女房』（実業之日本社刊）
- 脚本：山本むつみ
- 出演：松下奈緒、向井理 他

てっぱん - 制作：NHK大阪放送局
- 放送日：2010年9月27日 - 2011年4月2日
- 脚本：寺田敏雄
- 出演：瀧本美織、富司純子 他

### 大河ドラマ
龍馬伝
- 放送日：1月3日 - 11月28日（全48回）
- 脚本：福田靖
- 出演：福山雅治、香川照之 他

### 土曜時代劇
咲くやこの花
- 放送日：1月9日 - 3月27日（全10回）
- 脚本：藤本有紀
- 出演：成海璃子 他

まっつぐ〜鎌倉河岸捕物控〜
- 放送日：4月17日 - 8月14日（全13回）
- 原作：佐伯泰英「鎌倉河岸捕物控」（角川春樹事務所刊）
- 脚本：尾西兼一
- 出演：橘慶太、中尾明慶、小柳友、柳生みゆ 他

桂ちづる診察日録
- 放送日：9月4日 - 12月25日（全14回）
- 原作：藤原緋沙子「藍染袴お匙帖シリーズ」（双葉文庫刊）
- 脚本：前川洋一、國澤真理子
- 出演：市川由衣、高嶋政伸、遠藤憲一、江原真二郎、三宅裕司 他

### 土曜ドラマ
君たちに明日はない
- 放送日：1月16日 - 2月27日（全6回）
- 原作：垣根涼介『君たちに明日はない』『借金取りの王子』（新潮社刊）
- 脚本：宅間孝行
- 出演：坂口憲二 他

チェイス〜国税査察官〜
- 放送日：4月17日 - 5月22日（全6回）
- 脚本：坂元裕二
- 出演：江口洋介 他

鉄の骨 - 制作：NHK名古屋放送局
- 放送日：7月1日 - 7月31日（全5回）
- 原作：池井戸潤『鉄の骨』（講談社刊）
- 脚本：西岡琢也
- 出演：小池徹平 他

チャンス ※最終作品
- 放送日：8月28日 - 10月2日（全6回）
- 原作：小林慧
- 脚本：長川千佳子
- 出演：藤原紀香、市川亀治郎 他

### ドラマ8
とめはねっ!鈴里高校書道部 - 制作：The icon ※最終作品
- 放送日：1月7日 - 2月11日（全6回）
- 原作：河合克敏『とめはねっ!』（小学館『週刊ヤングサンデー』連載）
- 脚本：旺季志ずか
- 出演：朝倉あき、池松壮亮、八嶋智人 他

### 金曜ドラマ
スポットライト - 制作： 韓国MBC ※最終作品
- 放送日：2009年6月19日 - 7月31日（前半8回・放送済み）、2010年1月8日 - 3月19日（後半8回）
- 脚本：ファン・ジュハ、チェ・ユンジョン
- 出演：ソン・イェジン、チ・ジニ 他

### ドラマ10
八日目の蝉 - 制作：テレパック ※第1回作品
- 放送日：3月30日 - 5月4日（全6回）
- 原作：角田光代「八日目の蝉｣（中央公論新社刊）
- 脚本：浅野妙子
- 出演：檀れい、北乃きい 他

離婚同居 - 制作：テレビマンユニオン
- 放送日：5月18日 - 6月15日（全5回）
- 原作：柏屋コッコ「離婚同居｣（新潮社・『週刊コミックバンチ』刊）
- 脚本：田辺満、牟田桂子
- 出演：阿部サダヲ、佐藤江梨子 他

天使のわけまえ
- 放送日：7月6日 - 8月3日（全5回）
- 脚本：吉田紀子
- 出演：観月ありさ 他

10年先も君に恋して
- 放送日：8月31日 - 10月5日（全6回）
- 脚本：大森美香
- 出演：上戸彩、内野聖陽 他

セカンドバージン
- 放送日：10月12日 - 12月14日（全10回）
- 脚本：大石静
- 出演：鈴木京香、深田恭子、長谷川博己 他

### NHKハイビジョンのテレビドラマ
蒼穹の昴
- 原作：浅田次郎（講談社刊）
- 放送日：1月2日 - 7月10日（全25回）NHK BS / 9月26日 - 地上波放送
- 脚本：楊海薇
- 出演者：田中裕子、余少群、周一囲、小澤征悦、殷桃、平田満 他

日本のいちばん長い夏 - 制作：アマゾンラテルナ
- 放送日：7月31日
- 原作：半藤一利「日本のいちばん長い夏」
- 監督、脚本：倉内均
- 出演：田原総一朗、鳥越俊太郎、市川森一、島田雅彦、山本益博、湯浅卓、中村伊知哉、富野由悠季、江川達也、立川らく朝、林望、青島健太、松平定知、半藤一利 他

妖しき文豪怪談
- 放送日：8月23日 - 8月26日
- 原作：川端康成「片腕」、太宰治「葉桜と魔笛」、芥川龍之介「鼻」、室生犀星「後の日」
- 監督：落合正幸、塚本晋也、李相日、是枝裕和
- 出演：平田満、芦名星、河井青葉、徳永えり、國村隼、小林ユウキチ、松重豊、井川遥、小山颯、加瀬亮、中村ゆり、澁谷武尊 他

私が初めて創ったドラマ
- 放送日：10月1日 - （全15回）

### NHKワンセグ2のテレビドラマ
ドラマ10芸能社
- 放送日：4月6日 -
- 脚本：故林広志
- 出演：藤本静、岩橋道子、澤田育子 他

僕がセレブと結婚した方法
- 放送日:6月7日 - 6月11日（全5話）
- 脚本:尾崎将也
- 出演:窪田正孝、杏、綾野剛、鶴見辰吾、きたろう、萬田久子、宅麻伸

野田ともうします。
- 放送日:6月5日、6月12日、6月19日（全3回） / 10月29日 - 2011年2月26日（全20回）
- 原作：柘植文（講談社『Kiss PLUS』『Kiss』）
- 出演：江口のりこ、増田有華(AKB48) 他

こいわらい
- 放送日:11月22日 - 11月26日（全5回）
- 原作:松宮宏（マガジンハウス）
- 脚本:奥田広宣
- 出演:早織、佐野和真、池乃めだか、秋山菜津子、石井萌々果、増田修一朗

僕のとてもわがままな奥さん
- 放送日：11月29日 - 12月3日（全5回）
- 原作：銀色夏生
- 脚本：千葉雅子
- 出演：倉科カナ 他

### スペシャルドラマ
プロジェクトJAPAN・坂の上の雲
- 放送日：12月5、12、19、26日（第2部・全4回）
- 原作：司馬遼太郎（文藝春秋刊）
- 脚本：野沢尚 / 柴田岳志、佐藤幹夫
- 出演：本木雅弘、阿部寛、松たか子、伊東四朗、片岡鶴太郎、西田敏行、渡哲也 他

その街のこども - 制作：NHK大阪放送局
- 放送日：1月17日
- 脚本：渡辺あや
- 出演：森山未來、佐藤江梨子 他

福岡発ドラマスペシャル母さんへ - 制作：NHK福岡放送局
- 放送日：2月11日
- 脚本：羽原大介
- 出演：前田亜季、小澤征悦、西田尚美、津川雅彦 他

火の魚 - 制作：NHK広島放送局
- 放送日：3月13日
- 原作：室生犀星（中央公論社刊）
- 脚本：渡辺あや
- 出演：原田芳雄、尾野真千子 他

まいど238号 - 制作：NHK大阪放送局
- 放送日:3月20日
- 作：辻本昌平
- 出演：津川雅彦、辻本祐樹 他

大仏開眼 - 制作：NHK大阪放送局
- 放送日：4月3日、10日
- 脚本：池端俊策
- 出演：吉岡秀隆、石原さとみ、高橋克典、草刈正雄、浅野温子 他

わが家の“地デジ”奮闘記〜鈴木さん親子のその日〜
- 放送日：3月23日
- 出演：西村雅彦、石田えり、本仮屋ユイカ

続・わが家の“地デジ”奮闘記
- 放送日：7月24日
- 出演：西村雅彦、石田えり、本仮屋ユイカ / 北村総一朗 他

天王寺ブロードウェー - 制作：NHK大阪放送局
- 放送日:7月30日
- 脚本：三谷昌登
- 出演：平愛梨、ジェロ 他

NHKスペシャル 15歳の志願兵 - 制作：NHK名古屋放送局
- 放送日：8月15日
- 原作：江藤千秋『積乱雲の彼方に　-愛知一中予科練総決起事件の記録-』（法政大学出版局刊）
- 脚本：大森寿美男
- 出演：池松壮亮、高橋克典 他

恋する日本語 - 制作：FCC
- 放送日：8月18日
- 原作：小山薫堂（幻冬舎文庫）
- 脚本：村上桃子
- 出演：余貴美子、北乃きい 他

地域発ドラマ 農ドル! - 制作：NHK松江放送局
- 放送日：9月23日
- 脚本：佐々木あず
- 出演：平田薫 他

地域発ドラマ 万葉ラブストーリー〜古都・奈良の四季とともに〜 - 制作：NHK奈良放送局
- 放送日：9月23日
- 脚本：山下雅洋、荒木敏子、長谷川薫
- 出演：塩見三省、平愛梨、多田実喜 他

てのひらのメモ
- 放送日:10月23日
- 原作：夏樹静子（文藝春秋社刊）
- 脚本：梶本惠美
- 出演：田中好子、板谷由夏、風間トオル 他

大阪ラブ&ソウル〜この国で生きること〜 - 制作：NHK大阪放送局
- 放送日:11月6日
- 脚本：林海象
- 出演：永山絢斗 他

心の糸
- 放送日:11月27日
- 脚本：龍居由佳里
- 出演：松雪泰子、神木隆之介 他

NHKスペシャル さよならアルマ〜赤紙をもらった犬〜
- 放送日:12月18日
- 脚本：藤井清美
- 出演：勝地涼 他

地域発ドラマ 続・遠野物語 - 制作：NHK盛岡放送局
- 放送日:12月21日
- 脚本：近衛はな
- 出演：田畑智子、山崎樹範、田中泯、宮本信子 他

### 教育テレビの海外ドラマ
新ビバリーヒルズ青春白書90210 - 制作： アメリカ合衆国　CBSテレビジョン・スタジオズ
- 放送日：4月3日 - 9月11日
- 出演：シェネイ・グライムス（CV：本名陽子） 他

カイルXY - 制作： アメリカ合衆国　タッチストーン・テレビジョン、ABCスタジオ
- 放送日：2010年10月2日 - 2011年3月 (予定)
- 出演：マット・ダラス（CV：川田紳司）他

iCarly - 制作： アメリカ合衆国　ニコロデオン
- 放送日：2010年11月16日 - （2012年現在も継続中）
- 出演：ミランダ・コスグローブ（CV：水樹奈々）他

### そのほか (NHK)
激♥恋…運命のラブストーリー…
- 放送日：4月8日 - 5月27日（全8回）
- 原作：みなづき未来（魔法のiらんど）
- 脚本：横田理恵
- 出演：荒井萌、渡部秀 他

## 日本テレビ系の主なテレビドラマ

### 水曜ドラマ
曲げられない女
- 放送日：1月13日 - 3月17日
- 脚本：遊川和彦
- 出演：菅野美穂、谷原章介、塚本高史、永作博美 他

Mother
- 放送日：4月14日 - 6月23日
- 脚本：坂元裕二
- 出演：松雪泰子、芦田愛菜 他

ホタルノヒカリ2
- 放送日：7月7日 - 9月15日
- 脚本：水橋文美江
- 出演：綾瀬はるか、 藤木直人 他

黄金の豚-会計検査庁 特別調査課-
- 放送日：10月20日 - 12月15日
- 脚本：吉田智子
- 出演：篠原涼子 他

### 土曜ドラマ
左目探偵EYE
- 放送日：1月23日 - 3月13日
- 脚本：秦建日子
- 出演：山田涼介（Hey! Say! JUMP）、石原さとみ、横山裕（関ジャニ∞）、岡田義徳 他

怪物くん
- 放送日：4月17日 - 6月12日、6月26日
- 原作：藤子不二雄Ⓐ『怪物くん』
- 脚本：西田征史
- 出演：大野智（嵐）、松岡昌宏（TOKIO）、濱田龍臣、川島海荷、八嶋智人、上島竜兵（ダチョウ倶楽部）、チェ・ホンマン、稲森いずみ、鹿賀丈史 他

美丘-君がいた日々-
- 放送日：7月10日 - 9月18日
- 原作：石田衣良『美丘』（角川文庫刊）
- 脚本：梅田みか
- 出演：吉高由里子、林遣都、真矢みき 他

Q10
- 放送日：10月16日 - 12月11日
- 脚本：木皿泉
- 出演：佐藤健、前田敦子（AKB48） 他

### 木曜ナイトドラマ
連続ドラマ小説 木下部長とボク
- 放送日：1月14日 - 4月1日
- 脚本：大宮エリー
- 出演：板尾創路、田中直樹（ココリコ）、遠山景織子、山田麻衣子、池田一真（しずる） 他

プロゴルファー花
- 放送日：4月8日 - 7月8日
- 脚本：福田雄一
- 出演：加藤ローサ、片瀬那奈 他

日本人の知らない日本語
- 放送日：7月15日 - 9月30日
- 原作：海野凪子、蛇蔵『日本人の知らない日本語』（メディアファクトリー）
- 脚本：いずみ吉紘、ますもとたくや
- 出演：仲里依紗、青木崇高、原田夏希、池田成志 他

FACE MAKER
- 放送日：10月7日 - 12月30日
- 脚本：荒井修子 他
- 出演：永井大、 日向千歩 他

### スペシャルドラマ（日本テレビ）
元日ドラマスペシャル 笑う女優
- 放送日：1月1日
- 原作：バナナマン、東京03
- 脚本：中園ミホ、松田裕子 他
- 出演：国仲涼子、東京03、香里奈、ドランクドラゴン、板谷由夏、バナナマン 他

小悪魔ドクショ 〜文学で恋をつかまえる方法〜
- 放送日：1月7日
- 原作：太宰治「人間失格」、与謝野晶子「みだれ髪」、太宰治『パンドラの箱』、太宰治『 二十世紀旗手』、 夏目漱石『草枕』（岩波書店）、太宰治「御伽草紙」 他
- 出演：田村淳（ロンドンブーツ1号2号）、栗山千明、中村獅童 / 飛志津ゆかり、渡部豪太、岩田さゆり、平山浩行、大杉漣、りょう

生誕100年2週連続松本清張スペシャル「霧の旗」「書道教授」
- 放送日：3月16日（霧の旗）、23日（書道教授）
- 原作：松本清張『霧の旗』(中央公論社刊)、『書道教授』(文藝春秋刊)
- 脚本：中園健司（霧の旗）、ジェームス三木（書道教授）
- 出演：十一代目市川海老蔵、船越英一郎 他

遠まわりの雨
- 放送日：3月27日
- 脚本：山田太一
- 出演：渡辺謙、夏川結衣 他

デカ007
- 放送日：4月26日
- 脚本：山崎淳也
- 出演：ネプチューン（名倉潤、原田泰造、堀内健）、くりぃむしちゅー（上田晋也、有田哲平）、チュートリアル（徳井義実、福田充徳） 他

大河ドラマでは描かない坂本龍馬の真実
- 放送日：6月29日
- 出演：髙嶋政宏、南沢奈央、羽田美智子、田中健、宇梶剛士、若林豪 他

離婚シンドローム-妻に今すぐ出て行って!と言われたら-
- 放送日：6月30日
- 原作：吉池安恵『妻に「今すぐ出て行って」と言われたら』（PHP研究所刊）
- 脚本：伴一彦
- 出演：中谷美紀 他

物呪〜モノロイ〜 夏の特別編
- 放送日：8月7日
- 出演：成宮寛貴 / 谷村美月、末高斗夢、森下亮 他

みぽりんのえくぼ（24時間テレビ 「愛は地球を救う」）
- 放送日：8月28日
- 原作：岡田典子、岡田美穂『みぽりんのえくぼ』(文芸社刊）
- 脚本：吉本昌弘
- 出演：広末涼子、長瀬智也(TOKIO) 他

ニセ医者と呼ばれて 〜沖縄・最後の医介輔〜 - 制作：読売テレビ
- 放送日：12月9日
- 脚本：遊川和彦
- 出演：堺雅人、寺島しのぶ 他

### そのほか（日本テレビ）
アキの家族 - 制作：札幌テレビ放送
- 放送日：4月2日、9日、16日
- 脚本：島崎友樹
- 出演：竹高舞綾、相澤宏幸、下河原由起子 / 青坂章子、木村愛里 / 岡崎和久、松下祐貴子 他

主演 さまぁ〜ず 〜設定 美容室〜
- 放送日：8月12日 - 10月28日
- 脚本：松原秀
- 出演：さまぁ〜ず（大竹一樹、三村マサカズ） 他

甲州戦記サクライザー - 制作：山梨放送（公式サイト）
- 放送日:10月13日 - 12月29日(全12話)
- 脚本・演出：相吉雅紀(Pro.ZACK!)
- 出演：桜井敬太、上林冬馬、小沢竜彦、小石智紀、河合礼威子、前田真宏 他

## テレビ朝日系の主なテレビドラマ

### 水曜21時枠刑事ドラマ
相棒 season8 - 制作：東映
- 放送日：2009年10月14日 - 2010年3月10日
- 出演：水谷豊、及川光博 他

臨場（第2シリーズ） - 制作：東映
- 放送日：4月7日 - 6月23日
- 原作：横山秀夫「臨場」（光文社刊）
- 脚本：坂田義和、尾西兼一、佐伯俊道 他
- 出演：内野聖陽 他

新・警視庁捜査一課9係（season2） - 制作：東映
- 放送日：6月30日 - 9月15日
- 脚本：深沢正樹 他
- 出演：渡瀬恒彦、井ノ原快彦（20th Century） 他

相棒 season9 - 制作：東映
- 放送日：2010年10月20日 - 2011年3月9日
- 出演：水谷豊、及川光博 他

### 木曜ミステリー
853〜刑事・加茂伸之介 - 制作：東映
- 放送日：1月14日 - 3月11日
- 脚本：櫻井武晴 他
- 出演：寺脇康文、富田靖子 他

おみやさん（第7シリーズ） - 制作：東映
- 放送日：4月15日 - 6月10日
- 原作：石ノ森章太郎『草壁署迷宮課おみやさん』（双葉文庫刊）
- 脚本：塩田千種、岩下悠子、森下直 他
- 出演：渡瀬恒彦、櫻井淳子 他

科捜研の女（第10シリーズ） - 制作：東映
- 放送日：7月8日 - 9月16日
- 脚本：戸田山雅司、櫻井武晴 他
- 出演：沢口靖子、内藤剛志 他

京都地検の女（第6シリーズ） - 制作・東映
- 放送日：10月14日 - 12月9日
- 脚本：西岡琢也、塩田千種 他
- 出演：名取裕子、寺島進 他

### 木曜ドラマ
エンゼルバンク〜転職代理人 - 制作：MMJ
- 放送日：1月14日 - 3月11日
- 原作：三田紀房『エンゼルバンク-ドラゴン桜外伝-』（講談社 週刊モーニング）
- 脚本：荒井修子
- 出演：長谷川京子 他

同窓会〜ラブ・アゲイン症候群 - 制作：MMJ
- 放送日：4月22日 - 6月17日
- 脚本：井上由美子
- 出演：黒木瞳、高橋克典 他

警視庁継続捜査班
- 放送日：7月22日 - 9月9日
- 脚本：吉本昌弘、長坂秀佳 他
- 出演：木村佳乃 他

ナサケの女〜国税局査察官〜 - 制作：共同テレビ
- 放送日：10月21日 - 12月9日
- 脚本：中園ミホ
- 出演：米倉涼子 他

### 金曜9時枠
宿命 1969-2010 -ワンス・アポン・ア・タイム・イン・東京- - 制作：東宝
- 放送日：1月15日 - 3月12日
- 原作：楡周平「ワンス・アポン・ア・タイム・イン・東京」（講談社刊）
- 脚本：坂上かつえ
- 出演：北村一輝、小池栄子、上原美佐、細田よしひこ 他

警視庁失踪人捜査課
- 放送日：4月16日 - 6月11日
- 原作：堂場瞬一「警視庁失踪課・高城賢吾シリーズ」（中公文庫刊）
- 脚本：渡辺雄介 他
- 出演：沢村一樹 他

崖っぷちのエリー〜この世でいちばん大事な「カネ」の話〜 制作：ホリプロ
- 放送日：7月9日 - 9月3日
- 原作：西原理恵子「この世でいちばん大事な「カネ」の話」（理論社刊）
- 脚本：佐藤久美子 他
- 出演：山田優 他

ABC創立60周年記念ドラマ 検事・鬼島平八郎 - 制作：吉本興業
- 放送日：10月22日 - 12月3日
- 原作：鍋島雅治、池辺かつみ「東京地検特捜部長・鬼島平八郎 “眠らぬ鬼”」（小池書院刊）
- 脚本：樫田正剛 他
- 出演：濵田雅功、内田有紀 他

### 金曜ナイトドラマ
サラリーマン金太郎2 - 制作：MMJ
- 放送日：1月8日 - 3月12日
- 原作：本宮ひろ志『サラリーマン金太郎』（集英社 週刊ヤングジャンプ）
- 出演：永井大、井上和香、青山倫子、細川茂樹、宇津井健 他

警部補 矢部謙三 - 制作：東宝
- 放送日：4月9日 - 5月14日
- 脚本：福田卓郎、高山直也 他
- 出演：生瀬勝久、池田鉄洋、貫地谷しほり 他

ハガネの女
- 放送日：5月21日 - 7月2日
- 原作：深谷かほる『ハガネの女』（集英社『YOU』）
- 脚本：大石哲也
- 出演：吉瀬美智子、要潤 他

熱海の捜査官 - 制作：MMJ
- 放送日：7月30日 - 9月17日
- 脚本：三木聡
- 出演：オダギリジョー 他

秘密
- 放送日：10月15日 - 12月10日
- 原作：東野圭吾（文藝春秋社刊）
- 脚本：吉田紀子
- 出演：志田未来、佐々木蔵之介 他

### 日曜ナイトドラマ
女帝 薫子 - 制作：MMJ ※第1回作品
- 放送日：4月25日 - 6月13日
- 原作：倉科遼原作、和気一作作画『女帝 薫子』（集英社『ビジネスジャンプ』）
- 脚本：旺季志ずか、高山直也
- 出演：桐谷美玲 他

日韓共同ドラマ テレシネマ
- 放送日：8月8日 - 9月12日（全6回）
- 脚本 - 岡田惠和 / 中園ミホ / 横田理恵
- 出演：ジェジュン、ハン・ヒョジュ、アン・ジェウク、カン・ヘジョン、イ・スギョン、チャ・インピョ、キム・ヒョジン 他

霊能力者 小田霧響子の嘘 - 制作：ホリプロ
- 放送日：10月10日 - 12月5日
- 原作：甲斐谷忍（集英社『ビジネスジャンプ』）
- 脚本：渡辺雄介 他
- 出演：石原さとみ、谷原章介 他

### スーパーヒーロータイム
仮面ライダーW - 制作：東映、ADK
- 放送日：2009年9月6日 - 2010年8月29日（全49話）
- 原作：石ノ森章太郎（石森章太郎プロ）
- 脚本：三条陸 他
- 出演：桐山漣、菅田将暉、山本ひかる、木ノ本嶺浩、なだぎ武、生井亜実、飛鳥凛、寺田農 他

天装戦隊ゴセイジャー - 制作：東映、東映エージェンシー
- 放送日：2010年2月14日 - 2011年2月6日（全50話）
- 原作：八手三郎
- 脚本：横手美智子 他
- 出演：千葉雄大、さとう里香、浜尾京介、にわみきほ、小野健斗、中村咲哉、山田ルイ53世 他

仮面ライダーオーズ/OOO - 制作：東映、ADK
- 放送日：2010年9月5日 - 2011年8月28日（全48話）
- 原作：石ノ森章太郎（石森章太郎プロ）
- 脚本：小林靖子 他
- 出演：渡部秀、三浦涼介、高田里穂、君嶋麻耶、有末麻祐子、甲斐まり恵、宇梶剛士 他

### スペシャルドラマ（テレビ朝日）
女刑事・音道貴子 凍える牙 - 制作：東映
- 放送日：1月30日
- 原作：乃南アサ『凍える牙』（新潮文庫）
- 脚本：佐伯俊道
- 出演：木村佳乃、橋爪功、小野武彦、布施博、内藤剛志、津川雅彦 他

文芸社ドラマスペシャル『ペーパー離婚〜娘の結婚VS親の離婚〜』- 制作：電通
- 放送日：2月7日
- 原作：冨岡知世子
- 脚本：山岡真介
- 出演：中越典子、市毛良枝、柏原収史、渡辺美佐子、綿引勝彦 他

福岡恋愛白書5 - 制作：九州朝日放送
- 放送日：2月13日
- 脚本：川野浩司、杉山夕
- 出演：金子さやか、杉崎真宏、桂亜沙美 、西田たかのり 他

樅ノ木は残った - 制作：東映
- 放送日：2月20日
- 原作：山本周五郎「樅ノ木は残った」（新潮社刊）
- 脚本：ちゃき克彰
- 出演：田村正和、井上真央 他

やまない雨はない - 制作：国際放映
- 放送日：3月6日
- 原作：倉嶋厚「やまない雨はない」（文藝春秋刊）
- 脚本：矢島正雄
- 出演：渡瀬恒彦、黒木瞳、神田正輝 他

第9回テレビ朝日21世紀新人シナリオ大賞「臨月の娘」
- 放送日：3月6日
- 脚本：小山ひとみ
- 出演：筧利夫、桐谷美玲 他

科捜研の女スペシャル - 制作：東映
- 放送日：3月18日
- 脚本：櫻井武晴
- 出演：沢口靖子、内藤剛志 他

TRICK 新作スペシャル2 - 制作：東宝
- 放送日：5月15日
- 脚本：蒔田光治
- 監督：堤幸彦
- 出演：仲間由紀恵、生瀬勝久、野際陽子 他

警視庁取調官 落としの金七事件簿 - 制作：東映
- 放送日：5月29日
- 原作：小野義雄「落としの金七事件簿」（産経新聞出版刊）
- 脚本：長坂秀佳
- 出演：柳葉敏郎、榎木孝明 他

鬼龍院花子の生涯 - 制作：東映
- 放送日：6月6日
- 脚本：橋本綾
- 出演：観月ありさ、高橋英樹 他

女刑事みずきスペシャル - 制作：東映
- 放送日：6月24日
- 脚本：瀧川晃代
- 出演：浅野ゆう子 他

毒トマト殺人事件 SMAPに内緒でドラマ作っちゃいましたSP
- 放送日：7月1日
- 脚本：友寄隆英
- 出演：SMAP（中居正広、木村拓哉、稲垣吾郎、草彅剛、香取慎吾） 他

必殺仕事人2010 - 制作：ABC、松竹
- 放送日：7月10日
- 脚本：森下直
- 出演：東山紀之（少年隊）、松岡昌宏（TOKIO）、田中聖（KAT-TUN）、和久井映見 他

夏子と天才詐欺師たち - 制作：ABC
- 放送日：8月14日
- 脚本：大石静
- 出演：藤山直美、鈴木京香 他

外科医 須磨久善 - 制作：松竹
- 放送日：9月5日
- 原作：海堂尊（講談社刊）
- 脚本：矢島正雄
- 出演：水谷豊、薬師丸ひろ子、田中美里、小泉孝太郎、中村雅俊、宇津井健 他

お母さんの最後の一日 - 制作：東映
- 放送日：9月11日
- 原作・脚本：北川悦吏子
- 出演：常盤貴子、京野ことみ、吹石一恵、橋爪功、倍賞美津子 他

天使の恋
- 放送日：9月19日、9月26日
- 原作：sin
- 脚本・監督：寒竹ゆり
- 出演：佐々木希、谷原章介、山本ひかる 他

おみやさん 2時間スペシャル - 制作：東映
- 放送日：12月16日
- 原作：石ノ森章太郎『草壁署迷宮課おみやさん』（双葉文庫刊）
- 脚本：松本美弥子、塩田千種
- 出演：渡瀬恒彦、櫻井淳子 他

忠臣蔵〜その男、大石内蔵助
- 放送日：12月25日
- 脚本：ちゃき克彰
- 出演：田村正和、岩下志麻、玉山鉄二、檀れい、小澤征悦、西田敏行 他

### そのほか（テレビ朝日）
風に向って走れ!〜芸大女子駅伝部〜 - 制作：ABC、大阪芸術大学
- 放送日：5月9日 - 5月30日（全4話）
- 脚本：大津一瑯（監修）
- 出演：津田寛治、田丸麻紀 他

ドラマティックジャーニー - 制作：ABC、ビデオプランニング
- 放送日：8月7日 - 8月28日（全4話）
- 出演：佐藤永典、中河内雅貴、鈴木勝吾、市川知宏 他

熱いぞ!猫ヶ谷!! - 制作：メ〜テレ
- 放送日：10月8日 - 12月9日（全12回）
- 原作：克・亜樹（講談社『週刊ヤングマガジン』連載）
- 脚本：千寿みのり、笹原ひとみ、丹保あずさ、上野耕一郎
- 出演：新川優愛、立花陽香、清水富美加、川嶋麗惟、日向泉 / 佐武宇綺 他

BS朝日 開局10周年記念連続ドラマ 刑事定年 - 制作：BS朝日、共同テレビ
- 放送日：10月27日 - 12月29日
- 脚本：鎌田敏夫、金子成人、樫田正剛 他
- 出演：柴田恭兵、浅田美代子 他

## TBS系の主なテレビドラマ

### パナソニック ドラマシアター
ハンチョウ〜神南署安積班〜 シリーズ2 - 制作：ドリマックス・テレビジョン
- 放送日：1月11日 - 3月22日
- 原作：今野敏『神南署安積班シリーズ』（角川春樹事務所）
- 脚本：石原武龍 他
- 出演：佐々木蔵之介、中村俊介、塚地武雅（ドランクドラゴン）、黒谷友香 他

水戸黄門 第41部 - 制作：C.A.L
- 放送日：4月12日 - 6月28日
- 出演：里見浩太朗、原田龍二、合田雅吏 他

ハンチョウ〜神南署安積班〜 シリーズ3 - 制作：ドリマックス・テレビジョン
- 放送日：7月5日 - 9月20日
- 原作：今野敏『神南署安積班シリーズ』（角川春樹事務所）
- 脚本：石原武龍 他
- 出演：佐々木蔵之介、中村俊介、塚地武雅（ドランクドラゴン）、黒谷友香 他

水戸黄門 第42部 - 制作：C.A.L
- 放送日：10月11日 - 2011年3月21日
- 出演：里見浩太朗、東幹久、的場浩司、雛形あきこ 他

### 水曜劇場
赤かぶ検事京都編 - 制作：松竹
- 放送日：1月13日 - 3月10日
- 原作：和久峻三『赤かぶ検事シリーズ』(光文社文庫刊）
- 脚本：佐伯俊道 他
- 出演：中村梅雀、菊川怜、小野武彦、古手川祐子 他

アイリス - 制作： 韓国・テウォンエンタテインメント ※最終作品
- 放送日：4月21日 - 9月1日
- 脚本：キム・ヒョンジュン 他
- 出演：イ・ビョンホン、キム・テヒ 他

### 木曜9時
渡る世間は鬼ばかり 最終シリーズ
- 放送日：2010年10月14日 - 2011年9月29日（全47回）
- 脚本：橋田壽賀子
- 出演：泉ピン子、角野卓造、えなりかずき、宇津井健 他

### 金曜ドラマ
ヤマトナデシコ七変化
- 放送日：1月15日 - 3月19日
- 原作：はやかわともこ（講談社『別冊フレンド』）
- 脚本：篠崎絵里子
- 出演：亀梨和也(KAT-TUN)、大政絢、手越祐也(NEWS)、内博貴、宮尾俊太郎、加藤清史郎、神戸蘭子他

ヤンキー君とメガネちゃん
- 放送日：4月23日 - 6月25日
- 原作：吉河美希（講談社『週刊少年マガジン』）
- 脚本：永田優子
- 出演：成宮寛貴、仲里依紗 他

うぬぼれ刑事
- 放送日：7月9日 - 9月17日
- 脚本：宮藤官九郎
- 出演：長瀬智也(TOKIO) 他

SPEC〜警視庁公安部公安第五課 未詳事件特別対策係事件簿〜
- 放送日：10月8日 - 12月17日
- 脚本：西荻弓絵
- 出演：戸田恵梨香、加瀬亮、城田優 他

### 土曜8時
ブラッディ・マンデイ（season2） - 制作：東宝
- 放送日：1月23日 - 3月20日
- 原作：龍門諒作・恵広史画『BLOODY MONDAY』（講談社『週刊少年マガジン』）
- 脚本：渡辺雄介
- 出演：三浦春馬、佐藤健、吉瀬美智子、成宮寛貴、黒川智花、高嶋政宏 他

タンブリング - 制作：ドリマックス・テレビジョン
- 放送日：4月17日 - 6月26日
- 脚本：江頭美智留、清水友佳子、渡辺啓
- 出演：山本裕典、瀬戸康史、三浦翔平、大東俊介、国仲涼子、大塚寧々 他

ハンマーセッション! - 制作：東宝 ※最終作品
- 放送日：7月10日 - 9月18日
- 原作：貴矢高康、棚橋なもしろ『ハンマーセッション!』（講談社『週刊少年マガジン』）
- 脚本：高橋麻紀 他
- 出演：速水もこみち、志田未来、比嘉愛未 他

### 日曜劇場
特上カバチ!!
- 放送日：1月17日 - 3月21日
- 原作：田島隆、東風孝広『特上カバチ!!』（講談社・モーニング刊）
- 脚本：西荻弓絵
- 出演：櫻井翔 （嵐）、堀北真希 他

新参者
- 放送日：4月18日 - 6月20日
- 原作：東野圭吾『新参者』（講談社刊）
- 脚本：真野勝成、牧野圭祐
- 出演：阿部寛 他

GM〜踊れドクター
- 放送日：7月18日 - 9月19日
- 脚本：林宏司 他
- 出演：東山紀之（少年隊）、多部未華子、大倉忠義（関ジャニ∞） 他

獣医ドリトル
- 放送日：10月17日 - 12月19日
- 原作：夏緑、ちくやまきよし（小学館・『ビッグコミック』）
- 脚本：橋本裕志
- 出演：小栗旬、井上真央、成宮寛貴 他

### Friday Break
クローン ベイビー ※第1回作品
- 放送日：10月8日 - 12月17日
- 脚本：中山智博 他
- 出演：市川知宏 他

### 毎日放送の深夜ドラマ枠
あり得ない!
- 放送日：1月13日 - 3月31日
- 原作・脚本：江頭美智留
  - 原作：劇団クロックガールズ 舞台「あり得ない!」
- 出演：YOU 他

アザミ嬢のララバイ
- 放送日：4月21日 - 6月23日
- 脚本：小林弘利、小鶴 他
- 出演：田畑智子、星野真里 他

MM9-MONSTER MAGNITUDE-
- 放送日：7月7日 - 9月29日
- 原作：山本弘『MM9』（東京創元社刊）
- 脚本：伊藤和典
- 出演：石橋杏奈、尾野真千子 他

古代少女隊ドグーンV
- 放送日：10月6日 - 12月22日
- 脚本：継田淳、井口昇、三宅隆太、加藤淳也
- 出演：桃瀬美咲、武田梨奈、野元愛、吉川まりあ、團遥香、鈴木勝吾、谷澤恵里香、西郷輝彦 他

### 毎日放送制作・TBS系深夜ドラマ
新撰組PEACE MAKER
- 放送日：2010年1月8日 - 3月19日
- 原作：黒乃奈々絵『新撰組異聞 PEACE MAKER』（スクウェア・エニックス『月刊少年ガンガン』連載）
- 脚本：山本清史 他
- 出演：須賀健太、柳下大、伊﨑右典（FLAME）、古川雄大、荒木宏文、榊原哲士、新選組リアン、中島愛里 他

三代目明智小五郎〜今日も明智が殺される〜
- 放送日：4月15日 - 6月17日
- 脚本：福原充則、溝井英一デービス 他
- 出演：田辺誠一、小池里奈 他

土俵ガール!
- 放送日：7月15日 - 9月16日
- 脚本：鎌田智恵 他
- 出演：佐々木希 他

闇金ウシジマくん
- 放送日：10月14日 - 12月9日
- 脚本：福間正浩、山口雅俊
- 出演：山田孝之 他

### BS-TBSのテレビドラマ
マノスパイ
- 放送日：2月27日 - 3月（全12話）
- 出演：真野恵里菜

ニコニコ少女
- 放送日：4月23日 - 25日
- 出演：岡崎歩美

怪談新耳袋 百物語
- 放送日：5月2日
- 脚本：篠崎誠 他
- 出演：松山メアリ、桜庭ななみ、宮武美桜、高月彩良、宮武祭

ケータイ刑事 銭形結
- 放送日：2010年12月4日 - 2011年2月12日
- 脚本：林誠人 他
- 出演：岡本杏理 他

開局10周年記念ドラマ 松本清張特別企画『一年半待て』
- 放送日：12月8日
- 原作：松本清張「一年半待て」（新潮文庫「張込み」所収）
- 脚本：竹村洋
- 出演：夏川結衣 他

### スペシャルドラマ (TBS)
筆談ホステス - 制作：毎日放送
- 放送日：1月10日
- 原作：斉藤里恵『筆談ホステス』（光文社）
- 出演：北川景子 他

Wの悲劇 - 制作：テレパック
- 放送日：1月11日
- 原作：夏樹静子『Wの悲劇』（光文社）
- 脚本：岡田惠和
- 出演：菅野美穂、香川照之、谷村美月、成宮寛貴、真矢みき 他

BUNGO -日本文学シネマ-（全6回）
- 放送日
  - 地上波：2月15日 - 2月24日
  - BS-TBS：2月20日 - 3月27日
- 原作
  1. 太宰治「黄金風景」
  2. 芥川龍之介「魔術」
  3. 梶井基次郎「檸檬」
  4. 谷崎潤一郎「富美子の足」
  5. 森鷗外「高瀬舟」
  6. 太宰治「グッド・バイ」
- 出演：向井理、優香、塚本高史、佐藤隆太、加藤ローサ、成宮寛貴、山崎まさよし、水川あさみ 他

第2回TBS・講談社ドラマ原作大賞『記憶の海』 - 制作：ドリマックス・テレビジョン
- 放送日：3月22日 - 3月25日（4夜連続）
- 原作：松田奈月『記憶の海』（講談社）
- 脚本：大浜直樹
- 出演：伊藤歩、筒井道隆 他

遺品整理人・谷崎藍子〜死者が遺したメッセージ〜 - 制作：毎日放送
- 放送日：5月24日
- 脚本：清水有生
- 出演：高畑淳子、鶴見辰吾、窪塚俊介、中原ひとみ、七瀬なつみ、赤木春恵、矢崎滋、加賀まりこ 他

いぬのおまわりさん - 制作：毎日放送
- 放送日：7月4日
- 原作：大石真由美「いぬのおまわりさん【24歳で逝ったまゆちゃんのブログより】」（不知火書房）
- 脚本：加藤綾子
- 出演：水川あさみ、永井大 他

歸國
- 放送日：8月14日
- 脚本：倉本聰
- 出演：ビートたけし、長渕剛、小栗旬 他

おふくろ先生の診療日記3 - 制作：毎日放送、TBS
- 放送日：9月20日
- 脚本：旺季志ずか
- 出演：泉ピン子、平泉成、いしだあゆみ、北川弘美 他

CBC創立60周年記念番組 スペシャルドラマ 旅する夫婦 - 制作：中部日本放送
- 放送日：10月2日
- 脚本：市川森一
- 出演：伊藤蘭、岸部一徳、吹石一恵、塩見三省 他

塀の中の中学校
- 放送日：10月11日
- 脚本：内館牧子
- 出演：オダギリジョー、渡辺謙、千原せいじ、大滝秀治、角野卓造 他

明日もまた生きていこう - 制作：テレパック
- 放送日：10月25日
- 原作：横山友美佳「明日もまた生きていこう」（マガジンハウス刊）
- 脚本：大沼紀子
- 出演：相武紗季、比嘉愛未 他

TBS開局60周年5夜連続特別企画 99年の愛〜JAPANESE AMERICANS〜
- 放送日：11月3日 - 11月7日（5夜連続）
- 脚本：橋田壽賀子
- 出演：草彅剛(SMAP)、仲間由紀恵、泉ピン子、中井貴一、松山ケンイチ、イモトアヤコ 他

おじいちゃんは25歳
- 放送日：11月15日 - 11月25日
- 脚本：酒井雅秋 他
- 出演：藤原竜也、大東俊介、倉科カナ、高橋克実 他

JIN-仁- レジェンド
- 放送日：12月27日、28日
- 原作：村上もとか『JIN-仁-』（集英社・スーパージャンプ連載）
- 脚本：森下佳子
- 出演：大沢たかお 他

### そのほか (TBS)
MBS開局60周年記念特番 よしもと新喜劇特別版〜舞台とドラマがドッキング!〜 - 制作：毎日放送、吉本興業
- 放送日：8月28日
- 出演：内場勝則、辻本茂雄、小籔千豊、川畑泰史、板尾創路、木村祐一、山田花子 他

おかげ様で! - 制作：中部日本放送、オフィスクレッシェンド
- 放送日：9月18日
- 監督：堤幸彦
- 脚本：堤幸彦、中内こもる
- 出演：NAOTO、水沢杏子、多田木亮祐、松井玲奈（SKE48）、戸田恵子 他

クロヒョウ 龍が如く新章 - 制作：毎日放送
- 放送日：10月5日 - 12月21日
- 脚本：八津弘幸、谷村典子
- 出演：斎藤工、石田卓也、石黒英雄 他

歌セラ - 制作：TBSサービス・クリエイティブ・オフィスなび
- 原案：笠博勝（クリエイティブ・オフィスなび）
- 放送日：10月14日 -

階段のうた
- 放送日:10月21日 -
- 出演：市川実日子、江口のりこ / 西島秀俊

琉神マブヤー2 - 制作：琉球放送
- 放送日：10月2日 - 12月25日（全13話）
- 出演：翁長大輔、末吉功治、仲本紫野 他

## テレビ東京系の主なテレビドラマ

### 月曜10時
モリのアサガオ 新人刑務官と或る死刑囚「絆」の物語 ※第1回作品
- 放送日：10月18日 - 12月20日
- 原作：郷田マモラ
- 脚本：羽原大介、旺季志ずか
- 出演：伊藤淳史、ARATA、香椎由宇 他

### ドラマ24
マジすか学園
- 放送日：1月8日 - 3月26日
- 企画・原作：秋元康
- 脚本：森ハヤシ、鎌田智恵 他
- 出演：前田敦子、大島優子、篠田麻里子、小嶋陽菜 / 鈴木砂羽、甲本雅裕 / AKB48、SKE48、SDN48 他

トラブルマン
- 放送日：4月9日 - 7月9日
- 原案・脚本・監督：SABU
- 出演：加藤成亮（NEWS） 他

モテキ
- 放送日：7月16日 - 10月1日
- 原作：久保ミツロウ（講談社『イブニング』）
- 脚本：大根仁
- 出演：森山未來 他

嬢王3 〜Special Edition〜
- 放送日：10月8日 - 12月24日
- 脚本：遠藤彩見
- 出演：原幹恵 他

### スペシャルドラマ（テレビ東京）
湯けむりスナイパー お正月スペシャル
- 放送日：1月2日
- 原作：ひじかた憂峰、松森正（実業之日本社『漫画サンデー』連載）
- 演出・脚本：大根仁
- 出演者：遠藤憲一 他

ジロチョー 清水の次郎長維新伝
- 放送日：1月13日
- 脚本：具光然
- 出演：中村雅俊、萩原聖人、袴田吉彦、中村獅童、内藤剛志 他

テネシーワルツ
- 放送日：2月17日
- 原作：望月武（角川書店 刊）
- 脚本：西岡琢也
- 出演：高島礼子 他

テレビ大阪特別ドラマ 星振る町のわすれもの - 制作：テレビ大阪
- 放送日：3月22日
- 脚本：岡部尚子
- 出演：姜暢雄 他

テレビ東京開局45周年記念ドラマスペシャル シューシャインボーイ - 制作：東宝
- 放送日：3月24日
- 原作：浅田次郎『月島慕情』（文藝春秋）
- 脚本：鎌田敏夫
- 出演：西田敏行、柳葉敏郎、安田成美、大滝秀治 他

第29回横溝正史ミステリ大賞&テレビ東京賞ダブル受賞作品 雪冤 - 制作：BSジャパン、角川映画 ※水曜シアター9最終作品
- 放送日：9月29日
- 原作：大門剛明（角川書店）
- 脚本：西岡琢也
- 出演：橋爪功 他

### 新春ワイド時代劇
柳生武芸帳 - 制作：東映
- 放送日：1月2日
- 原作：五味康祐『柳生武芸帳』（文春文庫）
- 脚本：古田求
- 出演：反町隆史、速水もこみち、逢沢りな、高橋英樹 他

### そのほか（テレビ東京）
SAMURAI CODE
- 放送日：1月8日 - 3月26日（全12回）
- 脚本：平田研也
- 出演：佐藤浩市、鈴木砂羽、本上まなみ 他

大魔神カノン
- 放送日：4月2日 - 10月1日（全26回）
- 脚本：大石真司、荒川稔久、大西信介、関口美由紀 他
- 出演：里久鳴祐果、眞島秀和、長澤奈央 他

宇宙犬作戦 - 制作：アットムービー
- 放送日：7月9日 - 12月24日（全24回）
- 脚本：ますもとたくや 他
- 出演：戸次重幸、片桐仁、高梨臨 他

## フジテレビ系の主なテレビドラマ

### 月曜9時
コード・ブルー -ドクターヘリ緊急救命- 2nd Season
- 放送日：1月11日 - 3月22日
- 脚本：林宏司
- 出演：山下智久（NEWS）、新垣結衣、戸田恵梨香、比嘉愛未、浅利陽介 他

月の恋人〜Moon Lovers〜
- 放送日：5月10日 - 7月5日
- 原作：道尾秀介『月の恋人 Moon Lovers』（新潮社刊）
- 脚本：浅野妙子 他
- 出演：木村拓哉（SMAP）、篠原涼子、リン・チーリン、北川景子、松田翔太 他

夏の恋は虹色に輝く
- 放送日：7月19日 - 9月20日
- 脚本：大森美香
- 出演：松本潤（嵐）、竹内結子 他

流れ星
- 放送日：10月18日 - 12月20日
- 脚本：臼田素子、秋山竜平
- 出演：竹野内豊、上戸彩 他

### 火曜9時
泣かないと決めた日 - 制作：共同テレビ
- 放送日：1月26日 - 3月16日
- 脚本：渡辺千穂
- 出演：榮倉奈々、藤木直人、要潤、杏、段田安則、木村佳乃 他

絶対零度〜未解決事件特命捜査〜 - 制作：共同テレビ
- 放送日：4月13日 - 6月22日
- 脚本：酒井雅秋 他
- 出演：上戸彩、北大路欣也 他

ジョーカー 許されざる捜査官 - 制作：共同テレビ
- 放送日：7月13日 - 9月14日
- 脚本：武藤将吾
- 出演：堺雅人、錦戸亮(NEWS・関ジャニ∞)、杏、鹿賀丈史、大杉漣、りょう 他

フリーター、家を買う。 - 制作：共同テレビ
- 放送日：10月19日 - 12月21日
- 原作：有川浩（幻冬舎刊）
- 脚本：橋部敦子
- 出演：二宮和也（嵐）、香里奈、井川遥、浅野温子、竹中直人 他

### 関西テレビ制作・火曜10時
まっすぐな男 - 制作：MMJ
- 放送日：1月12日 - 3月16日
- 脚本：尾崎将也
- 出演：佐藤隆太、深田恭子、貫地谷しほり、遠藤雄弥、渡部篤郎 他

チーム・バチスタ2 ジェネラル・ルージュの凱旋 - 制作：MMJ
- 放送日：4月6日 - 6月22日
- 脚本：後藤法子 他
- 出演：伊藤淳史、仲村トオル 他

逃亡弁護士 - 制作：ホリプロ
- 放送日：7月6日 - 9月14日
- 原作：剛英城、髙田優『逃亡弁護士 成田誠』（小学館『ヤングサンデーコミックス』刊）
- 脚本：渡辺雄介
- 出演：上地雄輔、石原さとみ、矢田亜希子 他

ギルティ 悪魔と契約した女 - 制作：共同テレビ
- 放送日：10月12日 - 12月21日
- 脚本：大久保ともみ、平野悠希
- 出演：菅野美穂、玉木宏 他

### 木曜劇場
不毛地帯
- 放送日：2009年10月15日 - 2010年3月11日
- 原作：山崎豊子『不毛地帯』（新潮社刊）
- 脚本：橋部敦子
- 出演：唐沢寿明、和久井映見、柳葉敏郎 他

素直になれなくて
- 放送日：4月15日 - 6月24日
- 脚本：北川悦吏子
- 出演：瑛太、上野樹里 他

GOLD
- 放送日：7月8日 - 9月16日
- 脚本：野島伸司
- 出演：天海祐希、長澤まさみ、反町隆史 他

医龍 Team Medical Dragon3
- 放送日：10月14日 - 12月16日
- 脚本：林宏司
- 出演：坂口憲二、稲森いずみ、小池徹平、谷村美月、遠藤憲一 他

### 土曜ドラマ
ターミネーター サラ・コナー・クロニクルズ - 制作：ワーナー・ブラザース・テレビジョン ※最終作品
- 放送日：2009年10月17日 - 2010年5月8日
- 製作総指揮：マリオ・F・カサール/ジョシュ・フリードマン/ジョン・ワース 他
- 出演：レナ・ヘディ、トーマス・デッカー、サマー・グロー 他

### ドラマチック・サンデー
パーフェクト・リポート - 制作：共同テレビ ※第1回作品
- 放送日：10月17日 - 12月19日
- 脚本：酒井雅秋、浜田秀哉 他
- 出演：松雪泰子、小出恵介、相武紗季、要潤、小日向文世 他

### 東海テレビ制作昼の帯ドラマ
インディゴの夜 - 制作：共同テレビ
- 放送日：1月5日 - 4月2日
- 原作：加藤実秋（東京創元社）
- 脚本：高山直也 他
- 出演：森口瑤子 他

娼婦と淑女 - 制作：泉放送制作
- 放送日：4月5日 - 7月2日
- 脚本：野依美幸
- 出演：安達祐実、鳥羽潤、木下あゆ美、石川伸一郎 他

明日の光をつかめ - 制作：MMJ
- 放送日：7月5日 - 9月3日
- 脚本：清水有生
- 出演：広瀬アリス、榊原徹士（新選組リアン） 他

天使の代理人 - 制作：共同テレビ
- 放送日：9月6日 - 10月29日
- 原作：山田宗樹（幻冬舎文庫）
- 脚本：いずみ玲、武田有起、竹田新 他
- 出演：高畑淳子、市毛良枝 他

花嫁のれん - 制作：テレパック
- 放送日：11月1日 - 12月29日
- 原作：小松江里子
- 脚本：小松江里子、青木江梨花
- 出演：羽田美智子、野際陽子 他

### 関西テレビ深夜枠ドラマ
誰も知らないJ学園
- 放送日：4月28日 - 7月7日（全10回）
- 脚本：オカモト國ヒコ、タカミ K ナミヲ、三谷昌登、飛葉喜文
- 出演：関西ジャニーズJr.

ヘヴンズ・ロック 〜Heaven's Rock〜
- 放送日:7月14日 - 9月1日（全9話）
- 出演:鎌苅健太、井出卓也、鈴木勝吾、米原幸佑、細貝圭 他

### BSフジのテレビドラマ
やつらは多分宇宙人!
- 放送日：1月9日 - 3月13日
- 脚本：村上大樹、ブルースカイ、金子大志
- 出演：谷村美月、馬場徹、井之脇海、原千晶、嶋田久作、錦野旦 他

P&Gパンテーンドラマスペシャル『初恋クロニクル』
- 放送日：3月13日
- 脚本：秋山竜平
- 出演：川口春奈 他

チェリーナイツ - 制作：コンテンツリーグ
- 放送日：10月8日 -
- 原作：小田原ドラゴン「チェリーナイツ」（講談社『週刊ヤングマガジン』連載）
- 脚本：前原カズマ
- 出演：加藤歩（ザブングル）、澤部佑（ハライチ） 他

### CS放送（ONE+TWO+NEXT）のテレビドラマ
ニュース速報は流れた（フジテレビNEXT）
- 放送日：2009年11月18日 - 2010年4月22日（全10話）
- 脚本：君塚良一、金沢達也
- 出演：成宮寛貴、酒井若菜、ARATA、佐津川愛美、深沢敦、やべけんじ、萩原聖人、豊原功補、小林薫 他

半分エスパー（フジテレビTWO） - 制作：アドバンスエージェンシー
- 放送日：1月15日 - 3月19日（全10話）
- 原案：遠藤察男
- 脚本：遠藤敬
- 出演：真野恵里菜、ビーグル38、スマイレージ 他

### スペシャルドラマ（フジテレビ）
救命病棟24時 〜2010スペシャル〜 - 制作：共同テレビ
- 放送日：1月3日
- 脚本：林誠人
- 出演：江口洋介、松嶋奈々子、木村多江、北乃きい 他

しぇいけんBABY! -Shakespeare Syndrome- - 制作：トータルメディアコミュニケーション
- 放送日：1月3日
- 脚本：宮嶋僚子
- 出演：山本裕典、溝端淳平、佐々木希、大東俊介、杉本有美、遠藤舞、藤井美菜、池田夏希、大久保麻理子 他

福助 - 制作：東海テレビ、共同テレビ
- 放送日：1月4日
- 原作：伊藤静『福助』（講談社・モーニング 刊）
- 脚本：樫田正剛
- 出演：大後寿々花、深澤嵐、澁谷武尊、石倉三郎 他

輪廻の雨（第21回フジテレビヤングシナリオ大賞受賞作）
- 放送日：1月4日
- 脚本：桑村さや香
- 出演：山本裕典、瀬戸康史、貫地谷しほり、青木崇高 他

最後の約束 - 制作：共同テレビ
- 放送日：1月9日[1]
- 脚本：金子茂樹
- 出演：嵐（相葉雅紀、大野智、櫻井翔、二宮和也、松本潤）、黒木メイサ、北村有起哉、大塚寧々、小堺一機、藤木直人、津川雅彦 他

阪神・淡路大震災から15年 神戸新聞の7日間〜被災地に生きた記者達の闘い〜
- 放送日：1月16日
- 脚本：田辺満
- 出演：櫻井翔（嵐）、吹石一恵、内藤剛志、高嶋政宏、萩原聖人 他

奇跡の動物園2010〜旭山動物園物語〜 - 制作：テレビマンユニオン
- 放送日：2月12日[2]
- 脚本：大島里美
- 出演：山口智充、戸田恵梨香、小出恵介、吉田栄作、伊東四朗、津川雅彦 他

佐賀のがばいばあちゃん2 - 制作：共同テレビ
- 放送日：2月20日
- 原作：島田洋七
- 出演：泉ピン子、石田ゆり子、今井悠貴 他

卒うた
- 放送日:3月1日 - 3月4日
- 原作:Kiroro「Best Friend」 / EXILE「道」 / スキマスイッチ「奏」 / 荒井由実「卒業写真」
- 脚本:徳永友一
- 出演:志田未来 / 国仲涼子 / 北乃きい / 長澤まさみ]他

黒澤明生誕百年企画『悪い奴ほどよく眠る』 - 制作：俳優座
- 放送日：3月5日[2]
- 出演：村上弘明 他

夢の見つけ方教えたる!2 - 制作：共同テレビ
- 放送日：3月13日
- 原作：今村克彦「アンタ…〜俺を教師にしてくれたあの言葉」（扶桑社刊）
- 原案：土田英生
- 脚本：樫田正剛
- 出演：濵田雅功、蓮佛美沙子、溝端淳平 他

地下鉄サリン事件 15年目の闘い〜あの日、霞ヶ関で何が起こったのか〜
- 放送日：3月20日
- 脚本：野尻靖之
- 出演：原田美枝子 他

Livejack Special II〜名曲ライブ×ドラマ 夢のコラボ〜 - 制作：関西テレビ
- 放送日：3月21日
- 出演：村川絵梨 / 石黒英雄 / 水沢エレナ / 忍成修吾、杉本有美 / 臼田あさ美 / 紺野まひる　共演：akko(My Little Lover) /小嶋陽菜 他

世にも奇妙な物語 20周年スペシャル・春 〜人気番組競演編〜 - 制作：共同テレビ
- 放送日：4月4日
- ストーリーテラー：タモリ

わが家の歴史 - 制作：共同テレビ
- 放送日：4月9日 - 4月11日
- 脚本：三谷幸喜
- 出演：柴咲コウ、佐藤浩市、松本潤(嵐)、佐藤隆太、堀北真希、榮倉奈々、長澤まさみ、大泉洋、玉山鉄二、山本耕史、鈴木砂羽、高田純次、天海祐希、富司純子、西田敏行 / 役所広司 他

いじわるばあさん2 - 制作：オセロット
- 放送日：4月23日
- 原作：長谷川町子
- 脚本：鎌田敏夫、竹山洋
- 出演：市原悦子 他

シバトラ〜さらば、童顔刑事スペシャル〜 - 制作：共同テレビ
- 原作：安童夕馬原作・朝基まさし作画『シバトラ』（講談社『週刊少年マガジン』）
- 放送日：5月22日
- 脚本：武藤将吾
- 出演：小池徹平、藤木直人、塚地武雅（ドランクドラゴン）、加藤あい、溝端淳平、南明奈、真矢みき 他

刑事・鳴沢了〜東京テロ、史上最悪の24時間〜 - 制作：ドリマックス・テレビジョン
- 放送日：5月29日
- 脚本：十川誠志
- 出演：坂口憲二、矢田亜希子 他

鬼平犯科帳スペシャル 高萩の捨五郎 - 制作：松竹
- 放送日：6月18日
- 原作：池波正太郎
- 脚本：金子成人
- 出演：中村吉右衛門 他

名古屋やっとかめ探偵団 - 制作：東海テレビ、ザ・ワークス
- 放送日：6月20日
- 原作：清水義範
- 脚本：浅野有生子
- 出演：橋爪功、小松政夫、石倉三郎、佐藤B作、佐藤めぐみ 他

絶対泣かないと決めた日〜緊急スペシャル - 制作：共同テレビ
- 放送日：7月2日
- 脚本：渡辺千穂
- 出演：榮倉奈々、佐藤江梨子 他

サザエさん2
- 放送日：8月8日
- 原作：長谷川町子
- 脚本：田中一彦、水橋文美江
- 出演：観月ありさ、筒井道隆、片岡鶴太郎、竹下景子 他

カスペ! ほんとにあった怖い話 夏の特別編2010 AKBまるごと浄霊スペシャル
- 放送日：8月24日
- 脚本：三宅隆太 / 鶴田法男 他
- 出演：坂口憲二 / 溝端淳平 / 大島優子（AKB48）/ 高橋みなみ（AKB48）/ 優香 他

愛はみえる〜全盲夫婦に宿った小さな命
- 放送日：9月3日
- 原作：立道聡子、八木里美『愛はみえる〜全盲夫婦の“たからもの”〜』（光文社）
- 脚本：いずみ吉紘
- 出演：上戸彩、小出恵介、西島秀俊 他

新・ミナミの帝王 - 制作：関西テレビ、メディアプルポ
- 放送日：9月21日
- 原作：天王寺大、郷力也『ミナミの帝王』（日本文芸社・週刊漫画ゴラク）
- 脚本：宅間孝行
- 出演：千原ジュニア、大東俊介、白石美帆、内田滋、西村雅彦 他

世にも奇妙な物語 20周年スペシャル・秋 〜人気作家競演編〜 - 制作：共同テレビ
- 放送日：10月4日
- ストーリーテラー：タモリ

東野圭吾ドラマスペシャル 探偵倶楽部 - 制作：ホリプロ
- 放送日：10月22日
- 原作：東野圭吾（角川文庫刊）
- 脚本：深沢正樹
- 出演：谷原章介、松下奈緒 他

ストロベリーナイト
- 放送日：11月13日[1]
- 原作：誉田哲也『ストロベリーナイト』（光文社）
- 脚本：龍居由佳里
- 出演：竹内結子、武田鉄矢、西島秀俊 他

その街の今は（2010年文化庁芸術祭参加作品） - 制作：関西テレビ
- 放送日：11月21日
- 原作：柴崎友香「その街の今は」（新潮文庫）
- 脚本：小林弘利
- 出演：中村ゆり、鈴木亮平、村川絵梨、ほっしゃん。、笑福亭松之助 他

球形の荒野
- 放送日：11月26日、27日（2夜連続）
- 原作：松本清張
- 脚本：君塚良一
- 出演：田村正和、江口洋介 他

目線
- 放送日：12月17日
- 原作：天野節子（幻冬舎刊）
- 脚本：ひかわかよ
- 出演：仲間由紀恵、山本耕史 他

さよならロビンソンクルーソー（第22回フジテレビヤングシナリオ大賞受賞作）
- 放送日：12月29日
- 脚本：野木亜紀子
- 出演：田中圭、蓮佛美沙子、綾野剛、菊地凛子 他

### そのほか（フジテレビ）
0号室の客
- 放送日：2009年10月23日 - 2010年3月19日（全19話）
- 脚本：オークラ / 石原健次
- 出演：横山裕 / 村上信五（関ジャニ∞） 、小山慶一郎(NEWS)、城島茂(TOKIO) 他

東京リトル・ラブ
- 放送日：4月26日 - 9月23日（全88回）
- 脚本：秋山竜平、武井彩
- 出演：夏宇童、平方元基、山崎樹範 他

深夜も踊る大捜査線3
- 放送日：6月28日 - 7月1日（全4回）
- 脚本：君塚良一
- 出演：スリーアミーゴス（北村総一朗、斉藤暁、小野武彦）

もやしもん
- 放送日：7月8日 - 9月16日（ノイタミナ枠）
- 原作：石川雅之（講談社『イブニング』連載中）
- シリーズ構成：高橋ナツコ
- 出演：中村優一、ちすん、はねゆり、西田幸治（笑い飯）、木村明浩（バッファロー吾郎）、岡本あずさ、加藤夏希、黒沢年雄 他

## WOWOWのテレビドラマ
ブカツ道
- 放送日：4月4日 - 5月3日
- 脚本：古厩智之 / 永田琴 / 小林稔幸、犬童一心 / いながききよたか
- 出演：成海璃子 / 北乃きい 他

### 連続ドラマW
パンドラII 飢餓列島 - 制作：共同テレビ
- 放送日：4月18日 - 5月30日
- 脚本：井上由美子
- 出演：佐藤浩市、鈴木京香、勝村政信、山本耕史、水川あさみ 他

マークスの山
- 放送日：10月17日 - 11月14日
- 原作：高村薫（講談社文庫刊）
- 脚本：前川洋一
- 出演：上川隆也、石黒賢、小西真奈美 他

幻夜
- 放送日：2010年11月21日 - 2011年1月16日
- 原作：東野圭吾（集英社文庫刊）
- 脚本：渡邉睦月
- 出演：深田恭子、塚本高史、柴田恭兵 他

### ミッドナイト☆ドラマ
SOIL ソイル
- 放送日：3月6日 - 4月24日
- 原作：カネコアツシ「SOIL」（エンターブレイン）
- 出演：星野真里、田山涼成 他

豆腐姉妹
- 放送日：7月31日 - 8月28日（全5話）
- 脚本：鈴木智尋
- 出演：吉高由里子、宮崎美穂、塚地武雅、田中要次 他

TOKYO23 〜サバイバルシティ
- 放送日：9月4日 - 10月2日（5回）
- 原作：嵐田武・橋本エイジ『TOKYO23』（新潮社『バンチコミックス』刊）
- 脚本：渡辺雄介
- 出演：柳楽優弥、本郷奏多 他

### スペシャルドラマ
パーフェクト・ブルー
- 放送日：2月7日
- 原作：宮部みゆき
- 出演：加藤ローサ、中村蒼、宅麻伸、津田寛治、大杉漣 他

その時までサヨナラ
- 放送日:2月14日
- 原作：山田悠介（文芸社）
- 脚本：旺季志ずか
- 出演：北村一輝、栗山千明 他

蛇のひと
- 放送日：3月7日
- 脚本：三好晶子
- 出演：永作博美、西島秀俊 他

18番ホール
- 放送日：3月14日
- 原作：横山秀夫
- 脚本：福田卓郎、久松真一
- 出演：仲村トオル 他

誤報
- 放送日:3月21日
- 原作：横山秀夫
- 脚本：久松真一
- 出演：岸谷五朗 他

自伝
- 放送日:3月28日
- 原作：横山秀夫
- 脚本：横幕智裕、（演出兼）水谷俊之
- 出演：玉山鉄二 他

他人の家
- 放送日:4月4日
- 原作：横山秀夫
- 脚本：後藤法子
- 出演：渡部篤郎 他

土曜はリビングで
- 放送日：7月3日（全10話）
- 出演：鶴田真由、加藤夏希、香椎由宇

なぜ君は絶望と闘えたのか
- 放送日：9月25日、26日
- 原作：門田隆将『なぜ君は絶望と闘えたのか 本村洋の3300日』（新潮社刊）
- 脚本：長谷川康夫、吉本昌弘
- 出演：江口洋介 他

## その他
ねこタクシー - 制作：AMGエンタテインメント
- 放送日：1月4日 - 3月22日（全12回）
- 原作・脚本：永森裕二『ねこタクシー』（竹書房）
- 出演：竹山隆範、みーすけ、鶴田真由、山下リオ、甲本雅裕、高橋長英、山田明郷 / 加藤英美里 他

TAXMEN - 制作：SonyMusic.
- 放送日:1月11日 - 3月29日（全12回）
- 脚本：ますもとたくや、加藤公平
- 出演：井上正大、安田顕、神戸浩、松岡音々

MUSICAL3 - 制作：SonyMusic.
- 放送日：4月12日 - 6月28日（全11.5回）
- 企画・原案：アットムービー
- 脚本：ますもとたくや、日高勝郎、田辺茂範
- 脚本協力：永野たかひろ
- 出演：浅見れいな、中村ゆり、野波麻帆 他

環境超人エコガインダーII - 制作：ベストフィールド、キッズステーション
- 放送日：6月21日  - 10月18日（全10話）
- 監督・脚本：福山龍次
- 出演:哀川翔、松本梨香、梅田彩佳(AKB48)、秋元才加(AKB48) 他

満福少女ドラゴネット - 制作：ディープサイド
- 放送日：7月3日 - 9月25日（全10話）
- 脚本：天沢彰、田村竜、白土勉
- 出演：久保由利香、内田あや香、桃瀬美咲、見栄晴、美保純 他

いんぷろ…。
- 放送日：7月12日 - 9月28日（全12話）
- 出演：土屋裕一、佐野大樹、鷲尾昇、森山栄治

ねこばん - 制作：AMGエンタテインメント
- 放送日：10月1日 - 12月17日
- 脚本：有馬顕、高橋悠、芦塚慎太郎
- 出演：伊武雅刀 他